# Фатеева, Матрёна Ивановна
Матрёна Ива́новна Фате́ева (в девичестве Улитина; 21 ноября 1918, Вяземка, Пензенская губерния — 8 января 2015, Липовка, Пензенская область) — бригадир полеводческой бригады Сталинского свеклосовхоза Соседского района; Герой Социалистического Труда (1948).

## Биография
Родилась 21 ноября 1918 года в с. Вяземка. Окончила сельскую начальную школу.
С 1933 года — рабочая, в 1941—1960 годы — бригадир полеводческой бригады свеклосовхоза Соседского района; жила в посёлке Политотдел.
18 мая 1948 года указом Президиума Верховного Совета СССР удостоена звания Героя Социалистического Труда за полученный в 1947 году высокий урожай ржи — 34,5 центнера с гектара на площади 20 гектаров.
В 1961—1969 годы — заведующая зерновым складом совхоза «Путь к коммунизму». Выйдя на пенсию в 1969 году, до 1976 года посезонно работала поваром. В 1992 года жила в с. Липовка Башмаковского района.

### Семья
Отец — Иван Васильевич Улитин (1901 — ?), крестьянин; мать — Акулина Андреевна Улитина (1901 — ?).
Муж (с 1951) — Николай Яковлевич Фатеев, механизатор;
- дети — Александр (р. 1952), Валентина (р. 1953)[4].

## Избранные публикации
- Улитина М. Днем и ночью // Ленин. правда. — 1949. — 26 авг.
- Улитина М. И. За высокий урожай на общих массивах // Сталинец. — 1948. — 27 мая.

## Награды
- три медали «За доблестный труд» (1941, 1954, 1955)[4]
- медаль «За доблестный труд в Великой Отечественной войне 1941—1945 гг.» (6.6.1945)[2]
- Звание Героя Социалистического Труда с вручением золотой медали «Серп и Молот» и ордена Ленина (18.05.1948)[3]
- Почётный гражданин Башмаковского района (2003)[3].

## Комментарии
1. ↑  Ныне — с. Соседка Башмаковского района Пензенской области[1].
2. ↑  Ныне — в составе Краснодубравского сельсовета, Земетчинский район Пензенской области[1].